# Bilovodsk (huyện)
Huyện Bilovodsk (tiếng Ukraina: Біловодський район, chuyển tự: Bilovodsks’kyi raion) là một huyện của tỉnh Luhansk thuộc Ukraina. Huyện Bilovodsk có diện tích 1597 kilômét vuông, dân số theo điều tra dân số ngày 5 tháng 12 năm 2001 là 27559 người với mật độ 17 người/km2. Trung tâm huyện nằm ở Bilovodsk.